# Dekanat Newton Grove
Dekanat Newton Grove – jeden z 8 dekanatów rzymskokatolickich wchodzących w skład diecezji Raleigh w Stanach Zjednoczonych. 
Według danych na styczeń 2016 roku, w jego skład wchodziło 10 parafii posiadających łącznie 12 kościołów (w tym 2 filialne). 

## Lista parafii
Źródło:
| Lp. | Miejscowość  | Parafia                                                 | Proboszcz                                   | Kościół                                                           | Grafika |
| --- | ------------ | ------------------------------------------------------- | ------------------------------------------- | ----------------------------------------------------------------- | ------- |
| 1   | Wallace      | Parafia Przemienienia Pańskiego                         | Rev. Roch T. Drozdzik                       | Kościół Przemienienia Pańskiego w Wallace                         |         |
|     | Magnolia     | Parafia Przemienienia Pańskiego                         | Rev. Roch T. Drozdzik                       | Kościół św. Klary w Magnolia                                      |         |
| 2   | Mount Olive  | Parafia Matki Bożej Anielskiej                          | Very Reverend James F. Garneau, V.F., Ph.D. | Kościół Matki Bożej Anielskiej w Mount Olive                      |         |
| 3   | Goldsboro    | Parafia Najświętszej Maryi Panny                        | Rev. John Alex Gonzalez                     | Kościół Najświętszej Maryi Panny w Goldsboro                      |         |
| 4   | Clayton      | Parafia św. Anny                                        | Rev. Peter A. Grace, C.P.                   | Kościół św. Anny w Clayton                                        |         |
| 5   | Ingold       | Parafia Niepokalanego Poczęcia Najświętszej Maryi Panny | Rev. J. Joseph Dionne, C.Ss.R.              | Kościół Niepokalanego Poczęcia Najświętszej Maryi Panny w Ingold  |         |
| 6   | Dunn         | Parafia Najświętszego Serca Jezusowego                  | Rev. Paul M. Parkerson                      | Kościół Najświętszego Serca Jezusowego w Dunn                     |         |
| 7   | Newton Grove | Parafia Najświętszej Maryi Panny z Gwadelupy            | Rev. Kevin J. Moley, C.Ss.R.                | Kościół Najświętszej Maryi Panny z Gwadelupy w Newton Grove       |         |
| 8   | Mount Olive  | Parafia Najświętszej Maryi Panny Królowej Ameryki       | Rev. Jaime Perez Restrepo (administrator)   | Kościół Najświętszej Maryi Panny Królowej Ameryki w Mount Olive   |         |
|     | Beulaville   | Parafia Najświętszej Maryi Panny Królowej Ameryki       | Rev. Jaime Perez Restrepo (administrator)   | Kościół św. Teresy od Dzieciątka Jezus w Beulaville               |         |
| 9   | Clinton      | Parafia Niepokalanego Poczęcia Najświętszej Maryi Panny | Rev. J. Joseph Dionne, C.Ss.R.              | Kościół Niepokalanego Poczęcia Najświętszej Maryi Panny w Clinton |         |
| 10  | Kinston      | Parafia Ducha Świętego                                  | Rev. Arturo Cabra                           | Kościół Ducha Świętego w Kinston                                  |         |